# Club Balonmano Alcobendas
El Club Balonmano Alcobendas es un club de balonmano situado en la ciudad de Alcobendas, en la Comunidad de Madrid. Fue fundado en 1981. Tiene un equipo femenino que milita en la División de Honor Plata y un equipo masculino en la División de Honor Plata. Además posee una escuela de balonmano con numerosos jugadores y una academia integrada por 23 equipos de base.
Uno de los pilares fundamentales del Club Balonmano Alcobendas es su dedicación a la formación de jóvenes talentos. El club cuenta con una amplia cantera que abarca desde categorías infantiles hasta juveniles, tanto en la rama masculina como femenina. A través de su escuela de balonmano, el club proporciona a los jóvenes jugadores una formación integral que incluye aspectos técnicos, tácticos y de valores deportivos.
El trabajo con la base ha permitido al club no solo nutrir a sus equipos sénior con jugadores formados en sus propias filas, sino también contribuir al desarrollo del balonmano en la región y a nivel nacional. Varios jugadores y jugadoras formados en el club han llegado a integrar selecciones nacionales, representando a España en competiciones internacionales.
Además del apoyo institucional y de la infraestructura, el club cuenta con el respaldo de una entusiasta afición y la colaboración de patrocinadores que han sido fundamentales para su crecimiento y sostenibilidad. La comunidad de Alcobendas se ha volcado en numerosas ocasiones para apoyar al club, destacando el fuerte vínculo existente entre el equipo y la población local.
El Club Balonmano Alcobendas tiene una visión clara de continuar su desarrollo y consolidación como uno de los clubes de referencia en el balonmano español. Con el objetivo de seguir compitiendo al más alto nivel y de fomentar el deporte base, el club sigue trabajando en mejorar su estructura, atraer talento y fortalecer sus lazos con la comunidad.

## Historia del Club

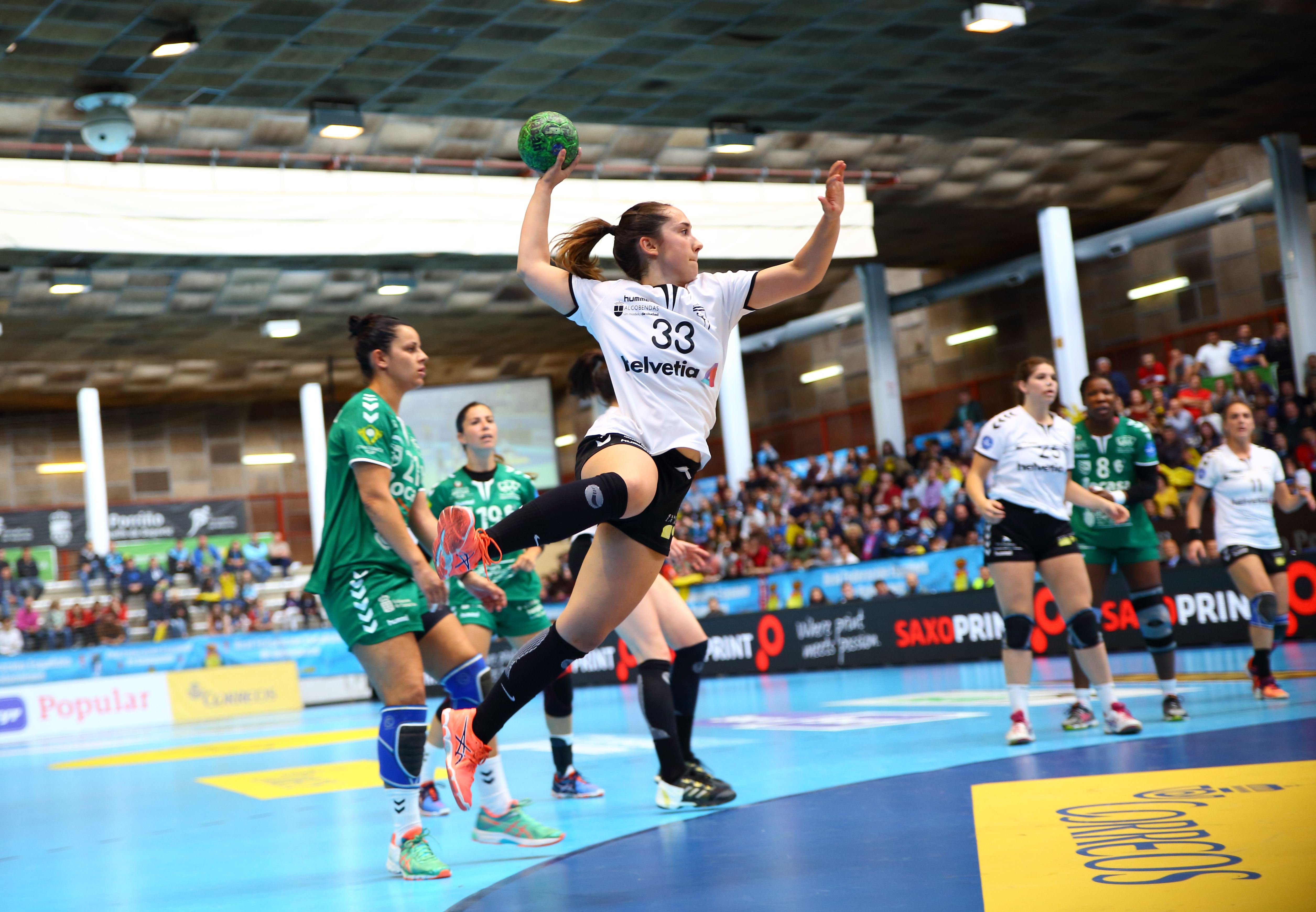
Raquel Navas "Flox", en el partido correspondiente a la semifinal de la Copa de la Reina 2016-17.

### Fundación y Primeros Años (1981-1989)
El equipo fue fundado en 1981 a partir del club de La Salle, que había ascendido a Primera División (actual División de Honor B) y se trasladó a Alcobendas en busca de un pabellón cubierto donde jugar sus partidos. Desde un principio, el club se denominó Club Balonmano Alcobendas, aunque compitió la primera temporada bajo el nombre de Seguros Velázquez La Salle Alcobendas, llevando el nombre de su primer patrocinador. El primer presidente de la entidad fue Fernando Gómez Sanz.
En 1984 se creó la Escuela de Balonmano, siendo Francisco Pernas su primer director. Esta escuela fue fundamental para el desarrollo del balonmano en la región, y para 1984 ya contaba con varios equipos formados.
En 1989, una nueva junta directiva tomó el mando e inició un proceso de renovación. Se realizaron cambios en la mayor parte de los equipos y se amplió la campaña de captación a todos los colegios, con el objetivo de aumentar el número de jugadores y crear una cantera sólida con nuevos equipos de base.

### Asociación con el Atlético de Madrid y Crisis Económica (1992-1994)
En 1992, el Atlético de Madrid de balonmano se independizó de la sección de fútbol y se trasladó a Alcobendas, creando la asociación Club Balonmano Atlético de Madrid-Alcobendas, presidida por Antonio Luque. Este movimiento permitió al equipo debutar en la Liga ASOBAL. A este equipo llegaron jugadores destacados como Alberto Urdiales, Velimir Rajic y José Javier Hombrados. Además, el equipo femenino también alcanzó la máxima categoría tras absorber al club de la Universidad Complutense.
Sin embargo, la crisis económica de la sección colchonera provocó la salida de las máximas estrellas y del cuerpo técnico. En la temporada 1993-94, el club fichó a Luis Carlos Torrescusa como entrenador y Director Técnico, quien logró atraer a varios jugadores importantes como Javier Valenzuela, Dragan Skrbic, Dejan Peric e Igor Botulija, todos internacionales de la antigua Yugoslavia. Aunque el Atlético de Madrid mantuvo la categoría, el primer equipo desapareció debido a las deudas económicas, poniendo en peligro la continuidad de toda la base del club.

### Refundación y Logros Juveniles (1994-1997)
En 1994, el club se refundó como Sociedad Atlética Alcobendas Balonmano, con un proyecto renovado para garantizar la continuidad de la base, crear una cantera referente y regresar a la División de Honor a medio plazo. El equipo comenzó a jugar en Primera Nacional bajo la dirección de Luis Carlos Torrescusa. Durante estos años, el equipo juvenil logró dos campeonatos de España, iniciando un periodo de importantes logros en categorías inferiores.

### Fusión con C.D. Canal y Éxitos Iniciales en la ASOBAL (1997-2003)
En 1997, el club se fusionó con el equipo del C.D. Canal, pasando a llamarse Canal de Isabel II Alcobendas. El primer equipo jugó en División de Honor B bajo la dirección de Luis Carlos Torrescusa, mientras mantenía otro equipo en Primera División y numerosos equipos en categorías inferiores. En la temporada siguiente, Torrescusa dejó el primer equipo para dedicarse a la Dirección Deportiva y potenciar la línea femenina de la entidad. Agustín Donallo y Jorge Liébana se hicieron cargo del equipo en los años siguientes.
Con Alberto Suárez como entrenador, el equipo logró el título de liga y ascendió a la Liga ASOBAL en la temporada 2002-03 después de una gran temporada. Aunque el equipo descendió por gol-average tras una buena campaña, continuó logrando éxitos con sus equipos de base en el ámbito nacional y autonómico.

### Retorno a la ASOBAL, ascenso a DHF y consolidación de la Cantera (2004-2011)
En la temporada 2004-05, la Dirección Técnica fichó a Rafael Guijosa como entrenador, apostando por la juventud y la cantera. El equipo ganó nuevamente el título de liga y ascendió a la máxima categoría, manteniéndose durante dos temporadas consecutivas. Jugadores como Javier Valenzuela, Igor Radjenovic, Ángel Castaño, David Oliveros, Luis Kloske, Mikel Aguirezabalaga y Daniel Saric formaron parte de este exitoso equipo.
Aunque el equipo descendió en la temporada 2006-2007, volvió a ascender en la temporada siguiente, coincidiendo con el ascenso del equipo femenino a la División de Honor Femenina. Este logro consolidó al club como una entidad de cantera, con una escuela numerosa y equipos de tecnificación en la élite. 
En la temporada 2008-2009, el Club Balonmano Alcobendas logró un hito significativo al ascender el equipo masculino, dirigido por Rafa Guijosa,  a la Liga Asobal, y el equipo femenino, ditigido por Luis Carlos Torrescusa, a la División de Honor Femenina . Este doble logro fue fruto del esfuerzo y la dedicación de todo el club, siendo el primer club de España y Euroa entener sus dis promeros equipos en las máximas categorías del balonmano. Durante sus primeras temporadas en la Liga Asobal y DHF,  ambos equipos se enfrentaron a grandes desafíos, luchando contra equipos de mayor presupuesto y experiencia. A pesar de las dificultades,  mostraron una gran competitividad y espíritu de lucha.
A pesar de los problemas económicos recurrentes, el club logró mantener a sus equipos en la máxima categoría gracias a la colaboración de instituciones públicas, abonados y medios de comunicación. Bajo la presidencia y dirección deportiva de Luis Carlos Torrescusa y la dirección técnica de Rafael Guijosa, el club realizó su mejor campaña hasta el momento en Liga Asobal, destacándose jugadores como Daisuke Mayazaki, Samuel Trives, Alfonso de la Rubia, Maki, Ángel Castaño y Pablo Gamboa. Igualmente, el equipo de DHF con Luis Carlos en el banquillo y jugadoras como Mercedes Castellanos, Silvia Arderius, Sonia Basic, Ana Ferrer, Marta López, Mirella, Navidad Sánchez, Marion Anti, Leo de la Cueva y otras muchas logró consolidarse en la máxima categoría. En la temporada 2009-2010, Eric Selva asumió la presidencia, reemplazando a Luis Carlos Torrescusa, quien volvió a centrarse solamente  en el área deportiva. El objetivo principal fue potenciar la captación de recursos para garantizar la viabilidad del club.

### Temporada 2011-2012: Descenso y Reconstrucción
La temporada 2011-2012 fue especialmente difícil para el equipo masculino, que, tras una serie de resultados adversos, descendió nuevamente a la División de Honor Plata. Este descenso marcó el inicio de un período de reconstrucción y reestructuración del club. Se hizo un esfuerzo significativo para mantener la base del equipo y trabajar en el desarrollo de jóvenes talentos que pudieran regresar al club a la máxima categoría en el futuro.

### Consolidación del Equipo Femenino (2011-2015)
Mientras el equipo masculino luchaba por regresar a la Liga Asobal, el equipo femenino del Club Balonmano Alcobendas experimentó un período de crecimiento y consolidación. Luis Carlos Torrescusa vuelve a la presidencia y dirige al equipo Felix Garcia, ayudante del primero en las cuatro anteriores temporada. Durante las siguientes temporadas, el equipo femenino consigue sus mejores clasificaciones, cuarto en liga, semifinales de la Copa de la Reina y clasificación para competiciones europeas bajo la denominación y el patrocinio de Helvetia. Desde entonces, el equipo tuvo presencia constante en la máxima categoría del balonmano femenino español.

### Regreso a la Liga Asobal (2015-2016)
En la temporada 2015-2016, el equipo masculino del Club Balonmano Alcobendas logró su objetivo de regresar a la Liga Asobal. Este retorno fue visto como una recompensa al arduo trabajo y la perseverancia de los jugadores y el cuerpo técnico. Durante esta temporada, el equipo demostró una vez más su capacidad para competir al más alto nivel del balonmano español, aunque la permanencia en la Liga Asobal continuó siendo un desafío considerable debido a la competitividad de la liga.

### Fomento del Deporte Base y Descenso del equipo Femenino (2016-2019)
Durante estos años, el club reforzó su compromiso con el desarrollo del deporte base. Se establecieron numerosos programas de formación para jóvenes, con el objetivo de nutrir a los equipos sénior con talentos formados en casa. El trabajo con las categorías inferiores comenzó a dar frutos, con varios equipos juveniles y cadetes obteniendo títulos y reconocimientos en competiciones regionales y nacionales. Además, en 2019, Luis Carlos Torrescusa abandonaría la directiva del Club, dando lugar a una nueva directiva dirigida por Tris Sampayo.

### Impacto de la Pandemia de COVID-19 (2020-2021)
La pandemia de COVID-19 tuvo un impacto significativo en todas las áreas del deporte, y el Club Balonmano Alcobendas no fue la excepción. El equipo femenino descendió, dando lugar a la desaparición del primer equipo femenino, manteniendo solamente un equipo en la élite. La directiva de Tris Sampayo dimitiría posteriormente, dando lugar a la directiva del exjugador Ángel Castaño. La suspensión de competiciones y la incertidumbre general afectaron tanto a los equipos sénior como a las categorías inferiores. A pesar de estos desafíos, el club se adaptó a las circunstancias, implementando protocolos de seguridad y manteniendo el compromiso con la formación y el entrenamiento de sus jugadores.

### Apuesta por la Cantera y Éxitos de la Base (2022-Actualidad)
En los últimos años, el Club Balonmano Alcobendas ha seguido enfrentándose a desafíos tanto en la pista como fuera de ella. El equipo masculino continúa su lucha por consolidarse en la División de Honor Plata y, en algún momento, regresar a la Liga Asobal.
El club también ha trabajado en fortalecer su infraestructura y sus lazos con la comunidad. Se han realizado mejoras en las instalaciones deportivas y se han llevado a cabo iniciativas para atraer a más seguidores y patrocinadores. El enfoque en la formación y el deporte base sigue siendo una prioridad, consiguiendo nuevos talentos, con nuevos jugadores y entrenadores de la casa, que sitúan a Alcobendas como el mayor club Madrileño a nivel base, y un referente a nivel estatal.

## Organigrama deportivo

### Equipo DHP Masculino 2024-2025

#### Jugadores
| Nº | Nombre               | Edad | Posición          |
| -- | -------------------- | ---- | ----------------- |
| 27 | Ramón Fuentes        | 34   | Portero           |
| 99 | Alejandro Echevarria | 20   | Portero           |
| 8  | Alejandro Colón      | 17   | Central           |
| 14 | Gonzalo Velasco      | 30   | Central           |
| 12 | Lucian D. Marinescu  | 18   | Lateral izquierdo |
| 61 | Bruno García         | 21   | Lateral izquierdo |
| 22 | José María Gutiérrez | 25   | Lateral derecho   |
| 76 | Marcos Cecilia       | 20   | Lateral derecho   |
| 62 | Iker Aguilera        | 20   | Lateral derecho   |
| 25 | Ignacio Gimeno       | 32   | Extremo izquierdo |
| 30 | Anthony Pinto        | 17   | Extremo izquierdo |
| 23 | Mario Crespo         | 24   | Extremo derecho   |
| 69 | Agustín Castellano   | 25   | Extremo derecho   |
| 15 | Alberto López        | 37   | Pivote            |
| 19 | Sergio Lozano        | 23   | Pivote            |

#### Cuerpo técnico
- Entrenador: Javier Suárez
- Ayudante de entrenador: Alfonso de la Rubia
- Delegado: Francisco Javier Fernández

#### Traspasos
| Altas: - Alejandro Colón (Canterano) - Lucian David Marinescu (Canterano) | Bajas: - Alfonso de la Rubia (Retiro) - Santiago Echevarría (Sin Equipo) - Fernando Nevado (Sin Equipo) - Ionut Danci (Sin Equipo) - Jorge Ramirez (Sin Equipo) - José Blanco (Sin Equipo) |

### Equipo DHP Femenina 2024-2025

#### Jugadoras
| Nº | Nombre            | Edad | Posición          |
| -- | ----------------- | ---- | ----------------- |
| 12 | Lidia Mejia       | 26   | Portera           |
| -  | Lidia Pérez       | 18   | Portera           |
| 88 | Ines Bento        | 18   | Central           |
| 82 | Alba De La Puebla | 20   | Central           |
| -  | Nuria Puebla      | 18   | Central           |
| -  | Agatha Gordo      | 18   | Lateral izquierdo |
| 71 | Kathiely Martins  | 30   | Lateral izquierdo |
| 3  | Aroa Morcuende    | 18   | Lateral derecho   |
| 58 | Lucia Galvan      | 19   | Lateral derecho   |
| -  | Lola San Antonio  | 18   | Lateral derecho   |
| -  | Camila Battaglia  | 25   | Extremo izquierdo |
| 18 | Andrea Cieza      | 22   | Extremo izquierdo |
| 78 | Gabriela Maidana  | 18   | Extremo derecho   |
| 9  | Sofia Sanchez     | 26   | Extremo derecho   |
| -  | Lucía Expósito    | 20   | Pivote            |
| 11 | Nogaye Diop       | 27   | Pivote            |
| 14 | Cristina Lopez    | 27   | Pivote            |

#### Cuerpo técnico
- Entrenador: Rubén Cañete
- Ayudante de entrenador: Iker Leal
- Tercer entrenador: Alejandro de Frutos
- Delegada: Belma Sánchez
- Oficial: María Sánchez

#### Traspasos
| Altas: - Lidia Pérez desde CD Iplacea - Lucía Expósito desde CD Iplacea - Agatha Gordo desde CD Iplacea - Nuria Puebla desde CD Iplacea - Lola de San Antonio desde CD Iplacea - Camila Battaglia desde River Plate | Bajas: - Andrea Rubio al Sin Ficha - Melou Sulmann al Sin Equipo - Itziar Aguado al Equipo filial del Balonmano Alcobendas - Paula Ríos al Sin Equipo |

## Academia Balonmano Alcobendas (Balonmano Base)
La Academia Balonmano Alcobendas, perteneciente al Club Balonmano Alcobendas, es la piedra angular del desarrollo y la formación de jóvenes talentos en el balonmano. Desde su fundación, la academia ha trabajado incansablemente para proporcionar una formación integral a sus jugadores, combinando el desarrollo técnico y táctico con valores como el trabajo en equipo, la disciplina y el respeto.
La academia se ha destacado por su capacidad para nutrir a los equipos sénior del club con jugadores formados en sus filas, muchos de los cuales han llegado a representar a selecciones nacionales y han tenido exitosas carreras tanto a nivel nacional como internacional. La estructura de la academia abarca desde categorías infantiles hasta juveniles, en las ramas masculina y femenina, y cuenta con programas de tecnificación para los jugadores más prometedores.
A lo largo de los años, los equipos de la Academia Balonmano Alcobendas han cosechado numerosos éxitos en competiciones regionales y nacionales, destacándose en campeonatos de España y otras competiciones de alto nivel. A continuación, se presenta una tabla con los logros más destacados de la academia por temporada:
| Temp.      | Juvenil Femenino | Juvenil Femenino | Juvenil Masculino | Juvenil Masculino | Cadete Femenino | Cadete Femenino | Cadete Masculino | Cadete Masculino | Infantil Femenino | Infantil Femenino | Infantil Masculino | Infantil Masculino | Alevín Femenino | Alevín Masculino |
| Temp.      | Liga Madrid | Cpto España | Liga Madrid | Cpto España | Liga Madrid | Cpto España | Liga Madrid | Cpto España | Liga Madrid | Cpto España | Liga Madrid | Cpto España | Liga Madrid | Liga Madrid |
| ---------- | --- | --- | --- | --- | --- | --- | --- | --- | --- | --- | --- | --- | --- | --- |
| 2015-2016  | 2 | S/R | 1 | S/R | 4 | - | 3 | S/R | 5 | - | 2 | S/R | No Existe | 5 |
| 2016-2017  | 3 | - | 2 | 2 | 4 | - | 3 | Top 16 | 4 | - | 9 | - | No Existe | 1 |
| 2017-2018  | 2 | Top 32 | 6 | - | 5 | - | 1 | Top 32 | 8 | - | 2 | Top 32 | No Existe | 3 |
| 2018-2019  | 7 | - | 3 | 6 | 9 | - | 3 | Top 16 | 2 | Top 16 | 1 | Top 16 | No Existe | 1 |
| 2019-2020  | Debido al estado de alarma decretado por el COVID19, las competiciones no pudieron finalizar en esta temporada declarándose la finalización de las competiciones sin clasificación. | Debido al estado de alarma decretado por el COVID19, las competiciones no pudieron finalizar en esta temporada declarándose la finalización de las competiciones sin clasificación. | Debido al estado de alarma decretado por el COVID19, las competiciones no pudieron finalizar en esta temporada declarándose la finalización de las competiciones sin clasificación. | Debido al estado de alarma decretado por el COVID19, las competiciones no pudieron finalizar en esta temporada declarándose la finalización de las competiciones sin clasificación. | Debido al estado de alarma decretado por el COVID19, las competiciones no pudieron finalizar en esta temporada declarándose la finalización de las competiciones sin clasificación. | Debido al estado de alarma decretado por el COVID19, las competiciones no pudieron finalizar en esta temporada declarándose la finalización de las competiciones sin clasificación. | Debido al estado de alarma decretado por el COVID19, las competiciones no pudieron finalizar en esta temporada declarándose la finalización de las competiciones sin clasificación. | Debido al estado de alarma decretado por el COVID19, las competiciones no pudieron finalizar en esta temporada declarándose la finalización de las competiciones sin clasificación. | Debido al estado de alarma decretado por el COVID19, las competiciones no pudieron finalizar en esta temporada declarándose la finalización de las competiciones sin clasificación. | Debido al estado de alarma decretado por el COVID19, las competiciones no pudieron finalizar en esta temporada declarándose la finalización de las competiciones sin clasificación. | Debido al estado de alarma decretado por el COVID19, las competiciones no pudieron finalizar en esta temporada declarándose la finalización de las competiciones sin clasificación. | Debido al estado de alarma decretado por el COVID19, las competiciones no pudieron finalizar en esta temporada declarándose la finalización de las competiciones sin clasificación. | Debido al estado de alarma decretado por el COVID19, las competiciones no pudieron finalizar en esta temporada declarándose la finalización de las competiciones sin clasificación. | Debido al estado de alarma decretado por el COVID19, las competiciones no pudieron finalizar en esta temporada declarándose la finalización de las competiciones sin clasificación. |
| 2020-2021  | 3 | - | 2 | Top 16 | 2 | Top 16 | 2 | Top 24 | 5 | - | 2 | Top 16 | 3 | 1 |
| 2021-2022  | 2 | Top 32 | 2 | 4 | 7 | - | 1 | 2 | 10 | - | 4 | - | 1 | 1 |
| 2022-2023  | 4 | - | 1 | Top 32 | 6 | - | 1 | Top 24 | 1 | Top 24 | 1 | Top 24 | 1 | 1 |
| 2023-2024  | 7 | - | 1 | 8 | 5 | - | 2 | Top 24 | 1 | Top 16 | 1 | Top 16 | 3 | 1 |
| 2024-2025* | 6 | - | 2* | Por disputar | 1* | Por disputar | 1* | Por disputar | 1* | Por disputar | 2* | Por disputar | 2* | 1* |

Última actualización: 24/03/25
Fuente: https://www.fmbalonmano.com/resultados-clasificaciones